# 池大雅
池大雅（1721年—1776年），日本江户时代的艺术家，文人风格书法家。

## 生平
他在京都出生成长，他先学习土佐派绘画，但是他很快转而对南画感兴趣。他师从日本文人画先驱柳泽淇园和彭城百川。并学习手指画。他一直注重中国画画法，比如《芥子图画传》画法，同时学习禅和书法。